# Sunčev ciklus
Sunčev ciklus ili Sunčev ciklus magnetske aktivnosti, je povremena promjena količine Sunčevog zračenja, koje dođe do Zemlje. To je ciklus, u prosjeku svakih 11 godina, a Sunčevo zračenje se promjeni za 0,1 % (vrijednost Sunčeve konstante je 1365 - 1367 W/m2). Promjena Sunčevog ciklusa je povezan s promjenom broja i jačinom Sunčevih pjega, ali i ostalih Sunčevih aktivnosti:
- promjena sastava Sunčeve atmosfere, korone i Sunčevog vjetra
- promjena Sunčevog zračenja (1366 W/m2 na Zemlji)
- promjena kratkovalnog Sunčevog zračenja, od ultraljubičastog zračenja prema X-zrakama
- promjena učestalosti pojavljivanja Sunčevih baklji, koronalnog izbačaja masa i ostalih eruptivnih pojava
- promjena toka visokoenergetskog kozmičkog zračenja koja dolazi do Sunčevog sustava

## Povijesne činjenice
Sunčev ciklus je otkrio 1843. Samuel Heinrich Schwabe, njemački astronom, nakon 17 godina istraživanja, bilježeći broj Sunčevih pjega. Rudolf Wolf, švicarski astronom, bavio se Sunčevim ciklusom u 17. i 18. stoljeću, tako da imamo praćenje broja Sunčevih pjega od 1745. godine do danas. 
Tako danas imamo 28 Sunčevih ciklusa u 309 godina, što daje prosjek od 11 godina. Najkraći je bio 9 godina, a najduži 14 godina. Sunčev ciklus od 1755. do 1766. dobio je redni broj 1, a danas smo u Sunčevom ciklusu broj 24. Za vrijeme Maunderovog minimuma, od 1645. do 1715., broj Sunčevih pjega bio je vrlo mali, i podudarao za s vrlo hladnim periodom vremena, pa se to doba i zove Malo ledeno doba. 
Točka najvećih aktivnosti Sunčevih pjega se naziva Sunčev maksimum, dok točka najmanjih Sunčevih aktivnosti Sunčevih pjega naziva se Sunčev minimum. U početku Sunčevog ciklusa, Sunčeve se pjege pojavljuju na 30º do 45º sjevernih i južnih zemljopisnih širina Sunca, zatim se spuštaju prema ekvatoru, do prosječno 15 º kod Sunčevog maksimuma, a nakon toga se spušta do 7 º zemljopisnih širina – i to se naziva Spörerov zakon.
Godine 1908. George Ellery Hale pokazao je jaku povezanost Sunčevih pjega s magnetskim poljem Sunca. Ali još uvijek traju znanstvene rasprave što bi mogao biti uzrok Sunčevog ciklusa. Neki predlažu da je to zbog plimne sile plinovitih divova Jupitera i Saturna,  drugi da je zbog Sunčevog inercijalnog kretanja,  treći da je to zbog Sunčevih mlaznih strujnica i torzionih oscilacija itd. 

## Utjecaj Sunčevog ciklusa
Sunčevo magnetsko polje utječe na atmosferu i vanjske slojeve Sunca, sve do korone i Sunčevog vjetra i to nazivamo Sunčeve aktivnosti.

### Površinski magnetizam
Sunčeve pjege postoje nekoliko dana do nekoliko mjeseci. Na kraju se raspadnu i magnetski tok predaju u fotosferu. Zapaženo je da Sunčevo magnetsko polje mijenja polove za vrijeme Sunčevog maksimuma i dostiže vršne vrijednosti za vrijeme Sunčevog minimuma. Sunčeve pjege, s druge strane nastaju zbog jakog prstenastog magnetskog polja u unutrašnjosti Sunca. 

### Sunčevo zračenje
Ukupno Sunčevo zračenje je količina energije Sunčevog zračenja, koje ulazi u gornju Zemljinu atmosferu. Ona se nije mogla mjeriti sve do postavljanja satelita u Zemljinu orbitu 1978. Rezultati su pokazali da prosječna vrijednost Sunčevog zračenja je 1366 W/m2 (Sunčeva konstanta) i da se mijenja u toku Sunčevog ciklusa 0,1 %. Promjena Sunčevog zračenja je vrlo mala, ali se ipak može zapaziti na Zemlji.

### Kratkovalno Sunčevo zračenje
Gornji slojevi Sunčeve atmosfere, kromosfera i korona, zrače ekstremno ultraljubičasto zračenje i rendgensko zračenje (X-zrake). Budući da gornji slojevi Sunčeve atmosfere nisu ravnomjerno raspoređeni i znatno ovise o promjenama magnetskog polja, tako i količina kratkovalnog Sunčevog zračenja ovisi o Sunčevom ciklusu, što znači da je u vrijeme Sunčevog maksimuma i to zračenje veće, a to ima znatan utjecaj na povećanu temperaturu i električnu vodljivost ionosfere. 

### Sunčevi radio valovi
Sunčevi centimetarski radio valovi nastaju uglavnom zbog koronalne plazme, koja je uhvaćena u magnetsko polje, iznad aktivnih područja Sunca. Indeks F10,7 je mjera Sunčevog radio toka s valnom duljinom 10,7 cm i predstavlja izvrsni pokazatelj stupnja Sunčeve aktivnosti.

### Geomagnetske oluje
Učestalost pojava koronalnog izbačaja masa i Sunčevih baklji je jako povezana sa Sunčevim ciklusom. Sunčeve baklje su 50 puta učestalije u vrijeme Sunčevog maksimuma. Koronalni izbačaji masa pojavljuju se par puta na dan za vrijeme Sunčevog maksimuma, dok se za vrijeme Sunčevog minimuma jedan može primijetiti u par dana. Veličina tih pojava ne ovisi o Sunčevom ciklusu. 

### Kozmičke zrake
U vrijeme Sunčevog maksimuma je povećana količina Sunčeve plazme u Zemljinoj magnetosferi, tako da se količina kozmičkih zraka u to vrijeme smanjuje na površini Zemlje. 

### Utjecaj na Zemlju
Količina UVB ultraljubičastog zračenja se mijenja u toku Sunčevog ciklusa za 4 puta, zbog promjene zaštitnog ozonskog omotača iznad Zemlje. U stratosferi je prisutno stalno razdvajanje molekula kisika O2 i stvaranje ozona. Za vrijeme Sunčevog minimuma, smanjenje ultraljubičastog zračenja vodi do smanjenja količine ozona, a time je i količina UVB zraka 4 puta veća na površini Zemlje.